# Göndör Márta
Göndör Márta (Sátoraljaújhely, 1919. augusztus 14. – Budapest, 2003. november 22.) hegedűművész. 

## Élete
Göndör (Grünwald) Ármin (1883–1944) állatorvos és Friedrich Olga (1891–1944) második gyermekeként született, egy bátyja volt. Hegedűtanulmányait szülővárosában és Sárospatakon kezdte Szabó Ernőnél, majd 1934 és 1937 között a budapesti Zeneakadémián Koncz János és Zathureczky Ede osztályában hegedűt, Waldbauer Imrétől és Weiner Leótól kamarazenét tanult. 1939 és 1944 között az OMIKE Zenekar tagja volt. A német megszállást követően a Kistarcsai Internálótáborba került, majd onnan kiszabadulva álnéven élt a felszabadulásig. Szüleit Auschwitzban megölték, míg bátyja a második világháború előtt Palesztinába emigrált. 1945-től az Állami Hangversenyzenekar (korábban Székesfővárosi Zenekar) hegedűse, majd 1979-től nyugalomba vonulásáig szólamvezetője volt. 1985 és 1990 között nyugdíjasként az Operaházban dolgozott. Számtalan zenekari hangverseny és rádiós szereplés mellett vonósnégyesben és alkalmi kamaraegyüttesekben is fellépett.

## Családja
Férje Szeszler Tibor (1919–1992) oboaművész volt, akivel 1946 végén kötött házasságot, majd 1975-ben elvált tőle. 
Gyermekei:
- Szeszler Zsuzsa (1948–) építészmérnök.
- Szeszler Anna (1951–) pedagógus, a Lauder Javne Zsidó Közösségi Iskola korábbi főigazgatója.